# Левин, Наум Яковлевич
Наум (Нохэм) Яковлевич Левин (1908—1950) — еврейский советский журналист, публицист и переводчик. Публиковался на идише.

## Биография
Родился в еврейской рабочей семье. В 1924 окончил среднюю школу, после чего устроился работать в библиотеку имени И.-Л. Переца. Писал скетчи и одноактные пьесы для городского драматического кружка. В 1926 был секретарём одного из районных судов Минска, печатался в газетах «Октябэр» («Октябрь») и «Юнгер Арбетэр» («Молодой рабочий»). Окончил еврейское отделение 2-го МГУ в 1932, получив высшее образование, был рекомендован в аспирантуру.
Преподавал историю и литературу в еврейских школах в Гомеле и Минске. Был корреспондентом газеты «Дер Эмес» в Биробиджане и крымских еврейских колхозах, затем заведующим литературным отделом. После ареста М. И. Литвакова и закрытия газеты, переведён работать в издательство «Дер Эмес» на должность редактора отдела художественной литературы, заведовал литературным отделом газеты «Эйникайт».
Читал курс эстетики в театральной студии при московском ГОСЕТе, для которого перевёл на идиш пьесы Мольера и Гольдони. Автор переводов на идиш романа «Жизнь Клима Самгина», «Семья Оппенгейм» («Die Geschwister Oppermann») и других произведений, также является автором статей и предисловий к произведениям еврейских писателей, работал с редакционной коллегией альманаха «Геймланд» («Родина»).
Всю Великую Отечественную войну находился на фронте, был неоднократно ранен и контужен. Проживал по адресу Трубниковский переулок, дом 3, квартира 5. Перед арестом по делу ЗИСа являлся литературным сотрудником журнала «Физкультура и спорт».
Арестован 16 сентября 1949, обвинялся в шпионаже, приговорён ВКВС СССР 22 ноября 1950 к ВМН, расстрелян на следующий день после вынесения обвинительного приговора. Захоронен на территории Донского крематория. Посмертно реабилитирован 28 января 1956 определением ВКВС СССР.